# Mervyn Johns
David Mervyn Johns (Pembroke, 18 febbraio 1899 – Londra, 6 settembre 1992) è stato un attore britannico.

## Biografia
Dopo aver abbandonato gli studi di medicina al London Hospital, Mervyn Johns seguì i corsi di recitazione alla Royal Academy of Dramatic Arts (RADA) e iniziò la sua carriera teatrale negli anni venti, debuttando sugli schermi britannici nel 1934 nel film Lady in Danger. Fu una delle maggiori star britanniche durante il periodo della seconda guerra mondiale, e nel dopoguerra fu uno degli attori di maggior richiamo in forza agli Ealing Studios. Interpretò numerosi ruoli di carattere, tra cui il guardiano della chiesa in È andata bene la giornata? (1942), il temibile architetto Walter Craig nell'horror a episodi Incubi notturni (1945) e Bob Cratchit in Lo schiavo dell'oro (1951) con Alastair Sim nella parte di Ebenezer Scrooge. Il suo aspetto poco attraente non gli impedì di interpretare parti assai impegnative, come l'ambigua spia tedesca in Next of Kin (1942) e un inflessibile tutore dell'ordine in Pink String and Sealing Wax (1945).
Johns lavorò con regolarità anche per il piccolo schermo, comparendo in numerose serie televisive quali Gioco pericoloso (1964), Agente speciale (1965), e Dixon di Dock Green (1972). Si specializzò in parti di uomo comune in oltre cento film e serie TV.
Dalla prima moglie, la pianista da concerto Alys Steele, Johns ebbe una figlia, l'attrice Glynis Johns, con la quale apparve nei film The Halfway House (1944) e I nomadi (1960). Dopo la morte di Alys Steele nel 1970, si ritirò in una casa di riposo per artisti, ma tornò alla ribalta nel 1976, quando si risposò con l'attrice Diana Churchill.

## Filmografia parziale

### Cinema
- Patrizia e il dittatore (Storm in a Teacup), regia di Victor Saville (1937)
- La taverna della Giamaica (Jamaica Inn), regia di Alfred Hitchcock (1939)
- Segnali nella nebbia (Convoy), regia di Pen Tennyson (1940)
- È andata bene la giornata? (Went the Day Well?), regia di Alberto Cavalcanti (1942)
- Naufragio (San Demetrio London), regia di Charles Frend, Robert Hamer (1943)
- The Halfway House, regia di Basil Dearden, Alberto Cavalcanti (1944)
- Incubi notturni (Dead of Night), regia di Alberto Cavalcanti, Charles Crichton (1945)
- Cuore prigioniero (The Captive Heart), regia di Basil Dearden (1946)
- Il capitano Boycott (Captain Boycott), regia di Frank Launder (1947)
- Passioni (Quartet), regia di Ken Annakin, Arthur Crabtree (1948)
- Edoardo mio figlio (Edward, My Son), regia di George Cukor (1949)
- Helter Skelter, regia di Ralph Thomas (1949)
- La città dei diamanti (Diamond City), regia di David MacDonald (1949)
- Lo schiavo dell'oro (Scrooge), regia di Brian Desmond Hurst (1951)
- Stupenda conquista (The Magic Box), regia di John Boulting (1951)
- Il principe di Scozia (The Master of Ballantrae), regia di William Keighley (1953)
- Giulietta e Romeo (Romeo and Juliet), regia di Renato Castellani (1954)
- Nel 2000 non sorge il sole (1984), regia di Michael Anderson (1956)
- Moby Dick - La balena bianca (Moby Dick), regia di John Huston (1956)
- L'amante misteriosa (The Intimate Stranger), regia di Joseph Losey (1956)
- La primula gialla (The Counterfeit Plan), regia di Montgomery Tully (1957)
- Dottore a spasso (Doctor at Large), regia di Ralph Thomas (1957)
- Il cerchio rosso del delitto (The Vicious Circle), regia di Gerald Thomas (1957)
- La zingara rossa (The Gypsy and the Gentleman), regia di Joseph Losey (1958)
- Il discepolo del diavolo (The Devil's Disciply), regia di Guy Hamilton (1959)
- Ancora una volta con sentimento (Once More, with Feeling!), regia di Stanley Donen (1960)
- I gangsters di Piccadilly (Never Let Go), regia di John Guillermin (1960)
- I nomadi (The Sundowners), regia di Fred Zinnemann (1960)
- Eri tu l'amore (No Love for Johnnie), regia di Ralph Thomas (1961)
- Francesco d'Assisi (Francis of Assisi), regia di Michael Curtiz (1961)
- L'invasione dei mostri verdi (The Day of the Triffids), regia di Steve Sekely, Freddie Francis (1963)
- 55 giorni a Pechino (55 Days in Peking), regia di Nicholas Ray (1963)
- Incubo sulla città (80,000 Suspects), regia di Val Guest (1963)
- Il castello maledetto (The Old Dark House), regia di William Castle (1963)
- I vincitori (The Victors), regia di Carl Foreman (1963)
- Gli eroi di Telemark (The Heroes of Telemark), regia di Anthony Mann (1965)
- La casa del peccato mortale (House of Mortal Sin), regia di Pete Walker (1976)

### Televisione
- Knock on Any Door – serie TV, episodio 1x05 (1965)
- Agente speciale (The Avengers) – serie TV, episodio 4x13 (1965)
- Gli infallibili tre (The New Avengers) – serie TV, episodio 2x03 (1977)

## Doppiatori italiani
- Renato De Carmine in Incubi notturni
- Mario Besesti in Moby Dick - La balena bianca
- Carlo Romano in Dottore a spasso
- Roberto Bertea in L'invasione dei mostri verdi